# Trilogija 1: Nevinost bez zaštite
Trilogija 1: Nevinost bez zaštite, prvi EP album srpskog rock sastava Riblja čorba. Objavljen je 27. prosinca 2005. u izdanju diskografske kuće M Factory.

## Popis pjesama
Tekstovi: Bora Đorđević. 
| Br. | Skladba        | Skladatelj       | Trajanje |
| --- | -------------- | ---------------- | -------- |
| 1.  | »Sponzori«     | Bora Đorđević    | 3:11     |
| 2.  | »Jedini način« | Đorđević         | 3:22     |
| 3.  | »Dijabola«     | Đorđević         | 3:28     |
| 4.  | »Pomalo tužno« | Vidoja Božinović | 4:37     |

## Izvođači
| - Bora Đorđević - vokal - Miša Aleksić - bas-gitara - Vidoja Božinović - gitare - Vicko Milatović - bubnjevi - Nikola Zorić - klavijature | - Marija Mihajlović - vokal (gost) - Marija Dokmanović - vokal (gost) |

### Produkcija
- Oliver Jovanović - ton majstor
- Milan Popović - glazbeni producent
- Miša Aleksić - koproducent
- Dragoslav Gane Pecikoza - izvršni producent
- Jugoslav i Jakša Vlahović - dizajn omota i fotografije

## Vanjske poveznice
- Discogs.com - Riblja Čorba - Trilogija - 1 - Nevinost Bez Zaštite